# Helmjasiw
Helmjasiw (ukrainisch Гельмязів; russisch Гельмязов Gelmjasow) ist ein Dorf im Nordosten der ukrainischen Oblast Tscherkassy mit etwa 5000 Einwohnern (2001).

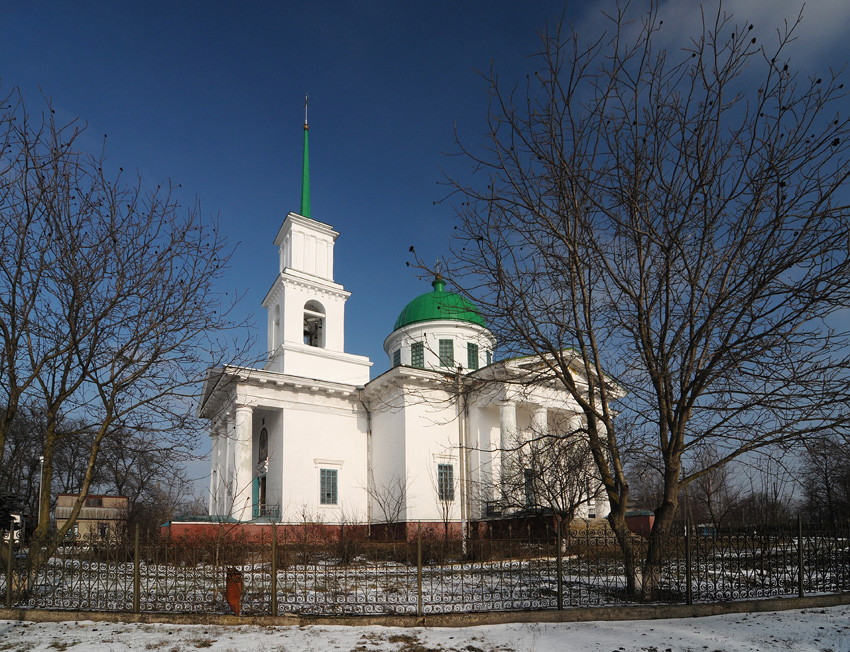
Kirche der Heiligen Dreieinigkeit aus dem Jahr 1841

Das 1613 erstmals schriftlich erwähnte Dorf liegt am Ufer des Supij (ukrainisch Супій), einem 130 Kilometer langen, linken Nebenfluss des Dnepr.
Helmjasiw liegt 28 km nordwestlich vom Rajonzentrum Solotonoscha und 62 km nordwestlich vom Oblastzentrum Tscherkassy.
Westlich des Dorfes verläuft die Fernstraße N 08.

## Verwaltungsgliederung
Am 12. Juni 2020 wurde das Dorf zum Zentrum der neugegründeten Landgemeinde Helmjasiw (Гельмязівська сільська громада/Helmjasiwska silska hromada). Zu dieser zählen auch die 8 in der untenstehenden Tabelle aufgelisteten Dörfer sowie die 3 Ansiedlungen Kowtuniwka, Malyniwschtschyna und Schkoduniwka, bis dahin bildete es die gleichnamige Landratsgemeinde Helmjasiw (Гельмязівська сільська рада/Helmjasiwska silska rada) im Nordwesten des Rajons Solotonoscha.
Folgende Orte sind neben dem Hauptort Helmjasiw Teil der Gemeinde:
| Name                     | Name          | Name                            |
| ukrainisch transkribiert | ukrainisch    | russisch                        |
| ------------------------ | ------------- | ------------------------------- |
| Bespaltsche              | Безпальче     | Беспальче                       |
| Bohdany                  | Богдани       | Богданы (Bogdany)               |
| Browarky                 | Броварки      | Броварки (Browarki)             |
| Kalenyky                 | Каленики      | Каленики (Kaleniki)             |
| Kowraj                   | Коврай        | Коврай (Kowrai)                 |
| Kowraj Druhyj            | Коврай Другий | Коврай Второй (Kowrai Wtoroi)   |
| Kowtuniwka               | Ковтунівка    | Ковтуновка (Kowtunowka)         |
| Malyniwschtschyna        | Малинівщина   | Малиновщина (Malinowschtschina) |
| Pidstawky                | Підставки     | Подставки (Podstawki)           |
| Pleschkani               | Плешкані      | Плешкани (Pleschkani)           |
| Schkoduniwka             | Шкодунівка    | Шкодуновка (Schkodunowka)       |

## Persönlichkeiten
- Natalja Liwyzka-Cholodna (1902–2005), ukrainische Schriftstellerin und Übersetzerin